# テムコ TT
TT ピント
飛行するTT-1 N78856号機 (1957年撮影)
- 用途：練習機
- 製造者：テムコ・エアクラフト社
- 運用者： アメリカ海軍
- 初飛行：1956年3月26日
- 生産数：15機
- 運用開始：1959年
- 退役：1960年
- 運用状況：退役
- 派生型：T-610スーパーピント

TT ピント（Temco TT Pinto ）は、テムコ社が開発し、アメリカ海軍が運用した初等練習機。
タンデム複座でターボジェットエンジンを搭載している。名称の「ピント(Pinto)」は、斑模様の意。

## 設計と開発

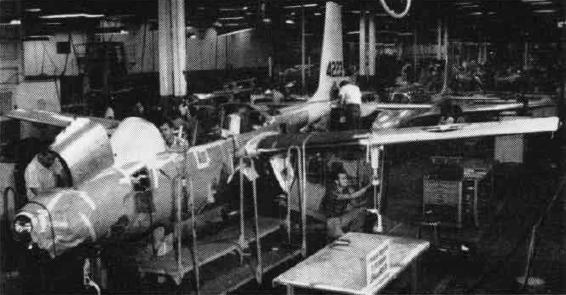
ダラスで組み立て中のTT-1

テムコ社のモデル51は当初アメリカ空軍のジェット初等練習機の競争試作に応じて提案されたが、これにはセスナ T-37 ツィートが選ばれた。モデル51の背景にあるコンセプトは、初等飛行訓練をジェット機で実施するというものであった。モデル51の正式名称はピントであった。
ピントはコンチネンタル・アビエーション・アンド・エンジニアリング（現テレダイン・テクノロジーズ）製J69-T-9（チュルボメカ マルボレのライセンス生産）を装備する中翼配置で首車輪式降着装置、密閉式コックピットを持つ無武装練習機であった。
TT-1は標準的な操縦系統と計器類と共に射出座席、液化酸素発生装置、スピードブレーキといった多くの作戦機と同様の特徴を有していた。飛行特性はかなり良好であったが、比較的低出力であった（空軍でのライバルT-37と同じエンジンを装備していたものの、双発のT-37に対してTTは単発だった）ために"空母への着陸復行"能力は及第点すれすれであった。
1956年の初飛行後に試作機は、ビーチ モデル73 ジェットメンターとの比較評価のためにパトゥセント・リバーの海軍航空テストセンター（Naval Air Test Center：NATC）へ送られた。1955年から1957年にかけてTT-1と命名された14機が生産された。

### スーパーピント
1968年にカリフォルニア・エアモーティブ/アメリカン・ジェットインダストリ社の社長アレン・ポールソン（Allen Paulson）が余剰のテムコ ピントを購入し、僅か20 lb (9.1 kg)の重量増と引き換えに3倍以上の出力を発生するゼネラル・エレクトリックCJ610ジェットエンジンに換装した。COIN機用に開発され性能も良好であったが、量産能力の欠如が販売活動を阻害した。製作された「スーパー」・ピントは1機のみであったが、後に残りの全てのピントが「スーパー」仕様に改装された。フィリピン空軍にCOIN機として売り込まれたものの、採用には至らなかった。
エゼル・アヴィエーション（Ezell Aviation）は、推力2,850 lpfのゼネラル・エレクトリック J85エンジンに換装し、搭載燃料を320ガロンまで増加させた。巡航速度は400 mph (640 km/h)、最高速度は550 mph (890 km/h)、上昇率は毎分10,000フィート (3,000 m)へ向上した。離陸滑走距離は僅か500フィート (150 m)に短縮された。新しく製造された主翼外板、エルロン、方向舵、後退角を持つ垂直尾翼が計器類、サイドコンソールと共に刷新され、全てのアビオニクスと油圧系統がアップグレードされたものとなり、これらが標準の改造部位となった。これに性能向上したエンジン用の新しい空気吸入口、ダクト、エンジンマウントが揃って通常の改装パッケージであった。

## 運用の歴史

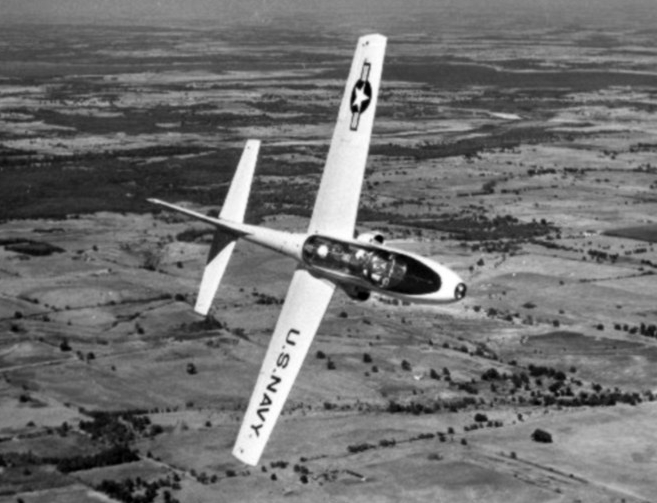
飛行中のアメリカ海軍のTT-1

これらの機体は1959年にペンサコーラ (フロリダ州)の海軍航空訓練軍団に配備され、初等飛行訓練にジェット練習機を使用するという訓練方法の可能性評価実証計画に使用された。
1959年3月に飛行士官候補生のE・R・クラーク（E. R. Clark）がTT-1で単独飛行を行い、それ以前にプロペラ機の操縦経験が無く全ての訓練をジェット機で行った海軍航空史上初の訓練生となった。
1960年の末にTT-1は海軍航空訓練軍の運用から退役し、余剰品として売却された。

## 現存機
現在7機のTT ピント シリーズが米国で民間機として登録されており、その内の4機はスーパーピントである。

## 派生型
TT-1 ピント
複座初等練習機
スーパーピント
ゼネラル・エレクトリック J85を搭載し、燃料搭載量を増加したTT-1 ピント

## 運用
アメリカ合衆国
- アメリカ海軍

## 要目
(TT-1)
- 乗員：2名
- 全長：9.38 m (30 ft 9 in)
- 全幅：9.15 m (30 ft 0 in)
- 全高：3.33 m (10 ft 11 in)
- 最大離陸重量：1,966 (4,325 lb)
- エンジン：コンティネンタル・モーターズ J69-T-9、1,025 lbf (4.57 kN)
- 最大速度：345 mph (555 km/h)
- 巡航高度：32,200 ft (9,817 m)
- 航続距離：450 mi (725 km)
- 上昇率：1,900 ft/min (579 m/min)